# Center of the Universe (single)
Pour les articles homonymes, voir Center of the Universe.
Singles de Axwell
I Am By Sick Individuals & Axwell
Center of the Universe est une chanson du producteur et DJ Axwell. Magnus Carlsson a coécrit la chanson et fait une apparition vocale.

## Classement hebdomadaire
| Classement (2013)               | Meilleure place |
| ------------------------------- | --------------- |
| Belgique (Flandre Ultratip 100) | 13              |
| Belgique (Wallonie Ultratip 50) | 11              |
| Slovaquie (IFPI Rádio)          | 34              |
| Suède (Sverigetopplistan)       | 39              |
| Royaume-Uni (UK Singles Chart)  | 113             |